# Alopecosa sulzeri
Alopecosa sulzeri är en spindelart som först beskrevs av Pietro Pavesi 1873.  Alopecosa sulzeri ingår i släktet Alopecosa och familjen vargspindlar. Inga underarter finns listade i Catalogue of Life.